# 693043 Suhay
693043 Suhay è un asteroide della fascia principale. Scoperto nel 2013, presenta un'orbita caratterizzata da un semiasse maggiore pari a 2,769624 UA e da un'eccentricità di 0,103319, inclinata di 9,649142° rispetto all'eclittica.